# Гимн Канады
«O Canada» (англ.) или «Ô Canada» (фр.) — гимн Канады. Так как в стране два государственных языка (английский и французский), есть две официальные версии канадского гимна. На территории Нунавут принята также официальная версия на местном языке инуктитут, которая поётся наряду с английской и французской версиями.

## История
Впервые канадский гимн был исполнен 24 июня 1880 года в Квебеке оркестром под управлением Жозефа Везина. Тогда он представлял собой песню на французском языке, которая называлась «Песня нации» (фр. Chant National). Оригинальная версия песни была написана двумя жителями Квебека: К. Лавалле (музыка) и А-Б. Рутье (слова). В 1908 году учитель и юрист из Монреаля Р. Уир написал для песни оригинальный текст на английском языке, который не является переводом французского оригинала. С тех пор текст английского варианта изменялся неоднократно, в то время как французский вариант продолжает исполняться в неизменном виде.
В официальной обстановке песня дважды была исполнена 31 июля 1929 года по случаю 60-летнего юбилея объединения канадских провинций. Де-факто песня стала гимном страны в 1939 году, однако официальный статус гимна получила лишь 27 июня 1980 года через три дня после празднования Дня Жана-Батиста (национального праздника франкоканадского Квебека) и за три дня до празднования Канадского национального праздника. До этого времени официальным гимном считался британский гимн «God Save the Queen», в качестве неофициального гимна использовалась также патриотическая песня «The Maple Leaf Forever».
31 января 2018 года английский текст гимна был изменён, текущая версия не содержит дискриминации по половому признаку.

## Официальный текст гимна

### Официальный английский текст с переводом на французский
| O Canada! Our home and native land! True patriot love in all of us command. With glowing hearts we see thee rise, The True North strong and free! From far and wide, O Canada, We stand on guard for thee. God keep our land glorious and free! O Canada, we stand on guard for thee. | Ô Canada! Notre maison et terre indigène! Le vrai patriot aime dans nous tous en mouvement. Avec les cœurs éclairants nous te voyons comme tu grandis, La vraie étoile du Nord forte et libre! Du loin au proche, Ô Canada, Nous sommes debout en garde pour toi. Dieu, garde notre terre noble et libre! Ô Canada, nous sommes en garde pour toi. | О, Канада! Наш дом и родная земля! Сердца твоих потомков движимы любовью к тебе, С пылающими сердцами мы видим, как ты растёшь Истинной Северянкой, сильной и свободной! Отовсюду, о, Канада, Мы стоим на страже твоей. Да сохранит Бог нашу страну славной и свободной! О, Канада, мы стоим на страже твоей. |

Примечание: В июне 2016 года парламент страны утвердил изменение третьей строчки гимна, которая теперь звучит следующим образом: True patriot love in all of us command, то есть all thy sons (всех твоих сыновей [потомков]) было заменено на all of us (всех нас [потомков]). Причиной замены стало желание упоминания всех гендеров в тексте гимна. В июле 2017 года этот законопроект был внесён в Сенат. 31 января 2018 года законопроект был принят в третьем чтении.

### Официальный французский текст с официальным английским переводом
| Ô Canada! Terre de nos aïeux, Ton front est ceint de fleurons glorieux! Car ton bras sait porter l’epée, Il sait porter la croix! Ton histoire est une epopée Des plus brillants exploits, Et ta valeur, de foi trempée, Protégera nos foyers et nos droits, Protégera nos foyers et nos droits. | O Canada, land of our ancestors Glorious deeds circle your brow For your arm knows how to wield the sword Your arm knows how to carry the cross; Your history is an epic Of brilliant deeds And your valour steeped in faith will protect our homes and our rights, Will protect our homes and our rights. |  |

## Литературные переводы на русский язык

### ПереводАлександра Пахотина
Канада! Ты — дом наш, родная земля!
Мы — дети твои, и мы любим тебя.
С восторгом глядим, как ты гордо растешь.
Свободной и сильной по жизни идешь.
На страже твоей мы повсюду стоим.
О Боже, свободу Канады храни!
Канада! На страже твоей мы стоим.
Канада! Границы твои отстоим.
Канада! Тебя мы навек сохраним.

### Перевод Джона Вудсворта
О Канада! Ты наша родина!
Любовь к тебе во всех твоих верна!
Навсегда твоё сияние,
Ты Севера звезда!
И со всех сторон, о Канада,
Стоим мы за тебя!
Да будешь ты навек славна!
О Канада, Стоим мы за тебя!
О Канада, Стоим мы за тебя!